# Jean-Marc Vallée

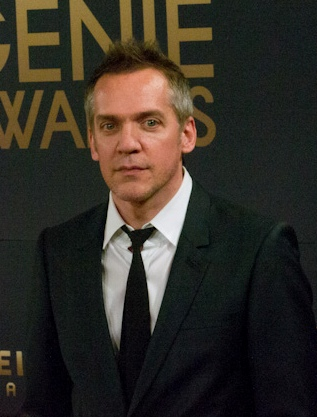
Jean-Marc Vallée bei den Genie Awards 2012

Jean-Marc Vallée OC OQ (* 9. März 1963 in Montréal; † 25. Dezember 2021 in Berthier-sur-Mer) war ein kanadischer Regisseur, Drehbuchautor, Filmeditor, Schauspieler und Filmproduzent. Unter dem Pseudonym John Mac McMurphy wurde er 2014 für einen Oscar nominiert.

## Leben
Vallée absolvierte ein Filmstudium an der Université du Québec à Montréal. Zuerst drehte er Kurzfilme. Sein erster Kinofilm Gabrielles schwarze Liste (Liste noire) (1995) wurde für neun Genie Awards nominiert. Sein Film C.R.A.Z.Y. – Verrücktes Leben (2005) erzählt das problematische Heranwachsen eines Jugendlichen inmitten seiner Familie. Der Film war an den kanadischen Kinokassen erfolgreich und erhielt verschiedene Preise. 2006 dominierte er bei den 26. Genie Awards, gewann in elf Kategorien und beim Prix Jutra in vierzehn. Vallée wirkte in diesem Film als Regisseur, Drehbuchautor, Schauspieler und Produzent mit. Für den Schnitt des von ihm inszenierten Films Dallas Buyers Club war er gemeinsam mit Martin Pensa für den Oscar nominiert.
Jean-Marc Vallée war mit Nadia Live verheiratet. Der Ehe entstammen die Kinder Alex und Émile. Der jüngere Émile spielte die Hauptfigur im Kindesalter in C.R.A.Z.Y. – Verrücktes Leben.
Jean-Marc Vallée starb Ende Dezember 2021 im Alter von 58 Jahren an einem Herzinfarkt in seiner Wohnung in Berthier-sur-Mer, etwa 60 Kilometer östlich von Quebec City.

## Filmografie

### Regisseur
- 1993: Stéréotypes
- 1995: Les Fleurs magiques
- 1995: Gabrielles schwarze Liste (Liste noire)
- 1996: Strangers (Folge Leave)
- 1997: Los Locos
- 1998: Magical Words (Les Mots magiques)
- 1999: Loser Love
- 2000: The Secret Adventures of Jules Verne (Fernsehserie)
- 2005: C.R.A.Z.Y. – Verrücktes Leben (C.R.A.Z.Y.)
- 2009: Victoria, die junge Königin (Young Victoria)
- 2011: Café de Flore
- 2013: Dallas Buyers Club
- 2014: Der große Trip – Wild (Wild)
- 2015: Demolition – Lieben und Leben (Demolition)
- 2017–2019: Big Little Lies (Fernsehserie)
- 2018: Sharp Objects (Fernsehserie, 8 Folgen)

### Drehbuchautor
- 1995: Les Fleurs magiques
- 2005: C.R.A.Z.Y. – Verrücktes Leben (C.R.A.Z.Y.)

### Filmschnitt
- 1995: Gabrielles schwarze Liste (Liste noire)
- 1997: Los Locos
- 2014: Dallas Buyers Club

### Darsteller
- 2005: C.R.A.Z.Y. – Verrücktes Leben (C.R.A.Z.Y.)

### Produzent
- 2005: C.R.A.Z.Y. – Verrücktes Leben (C.R.A.Z.Y.)

## Auszeichnungen (Auswahl)
- 1996: Genie Award für Les Fleurs magiques als bester Kurzfilm.
- 1998: Grand Prix des Festival du Court-Métrage de Clermont-Ferrand für Les Mots magiques.
- 1999: Prix Jutra und Preis beim Aspen Shortsfest für Les Mots magiques als bester Kurzfilm.
- 2005: Bester kanadischer Kinofilm beim Toronto International Film Festival für C.R.A.Z.Y. – Verrücktes Leben.
- 2005: Special Prize of the Young Jury beim Gijón International Film Festival für C.R.A.Z.Y. – Verrücktes Leben als bester Kinofilm.
- 2005: Publikumspreis vom American Film Institute (AFI) für C.R.A.Z.Y. – Verrücktes Leben als bester Kinofilm.
- 2005: Nominierung als Bester nicht-europäischer Film beim Europäischen Filmpreis 2005 für C.R.A.Z.Y. – Verrücktes Leben.
- 2006: Vier Genie Awards für C.R.A.Z.Y. – Verrücktes Leben, nämlich für die beste Regie, den besten Film, das beste Originaldrehbuch und den Golden Reel Award.
- 2006: Drei Prix Jutra für C.R.A.Z.Y. – Verrücktes Leben, nämlich für die beste Regie, den besten Film und das beste Drehbuch.
- 2006: BIFF Award beim Boulder International Film Festival für C.R.A.Z.Y. – Verrücktes Leben als bester Kinofilm.
- 2014: Nominierung für den Besten Filmschnitt bei der Oscarverleihung 2014 für Dallas Buyers Club.